# سد نویسنده
سد نویسنده (به انگلیسی: Writer's block) وضعیتی مرتبط با خلق اثر و نوشتن است که طی آن نویسنده توانایی خلق اثر جدید را از دست می‌دهد یا با افول خلاقیت مواجه می‌شود. این شرایط از دشواری در یافتن ایده‌های اصیل، تا عدم توانایی در تولید یک اثر برای سالهای سال، متغیر است. در طول تاریخ، سد نویسنده یک مشکل مشاهده شده و مستند است.

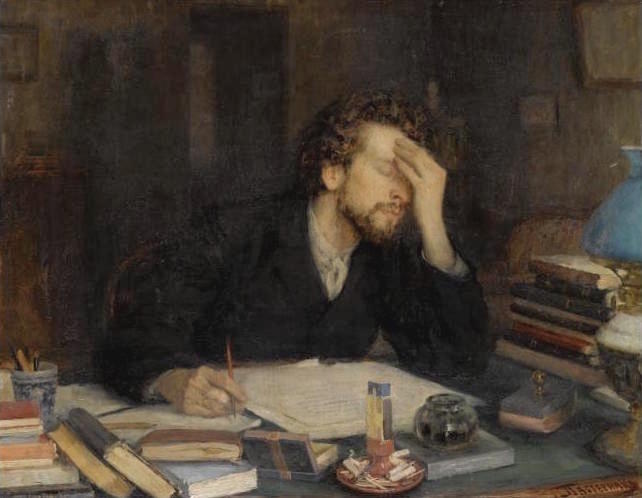
بازنمایی مانع نویسنده توسط لئونید پاسترناک (۱۸۶۲–۱۸۴۵)

## علل
مانع نویسنده ممکن است دلایل مختلفی داشته باشد. برخی از مشکلات مربوط به خلاقیت هستند که از کار خود نویسنده سرچشمه می‌گیرند. یک نویسنده ممکن است از چشمه الهام خود دور شود، یا به سبب حوادث دیگری تمرکزش را از دست بدهد. یک نمونه تخیلی از این مشکل را می‌توان در رمان جورج اورول (به آسپیدیستراها رسیدگی کن) یافت، که در آن شخصیت اصلی گوردون کامستک بیهوده تلاش می‌کند تا شعری حماسی بنویسد که یک روز در لندن را توصیف می‌کند: "برای او خیلی بزرگ بود، حقیقت بود. هرگز واقعاً پیشرفت نکرده بود، بلکه به سادگی متلاشی گشته بود. "